# Lafayette megye (Missouri)
Lafayette megye az Amerikai Egyesült Államokban, azon belül Missouri államban található. Megyeszékhelye Lexington, legnagyobb városa Odessa. Lakosainak száma 32 984 fő (2020. április 1.). Lafayette megye Carroll, Johnson, Saline, Pettis, Ray és Jackson megyékkel határos.

## Népesség
A megye népességének változása:
| Lakosok száma | 33 413 | 33 223 | 33 116 | 32 943 | 32 701 | 32 984 |
|               | 2010   | 2011   | 2012   | 2013   | 2015   | 2020   |